# Ilha da Viçosa
A Ilha da Viçosa é uma ilha pertencente ao arquipélago do Marajó, localizada no município de Chaves, no Estado do Pará, banhada pelo rio Amazonas em toda a sua extensão.